# فرودگاه گراموو
فرودگاه گراموو (به انگلیسی: Gromovo) یک فرودگاه نظامی است که یک باند فرود بتن دارد و طول باند آن ۲۵۰۰ متر است. این فرودگاه در کشور روسیه قرار دارد و در ارتفاع ۷۰ متری از سطح دریا واقع شده است.